# Lichtingerstraße 16 (München)

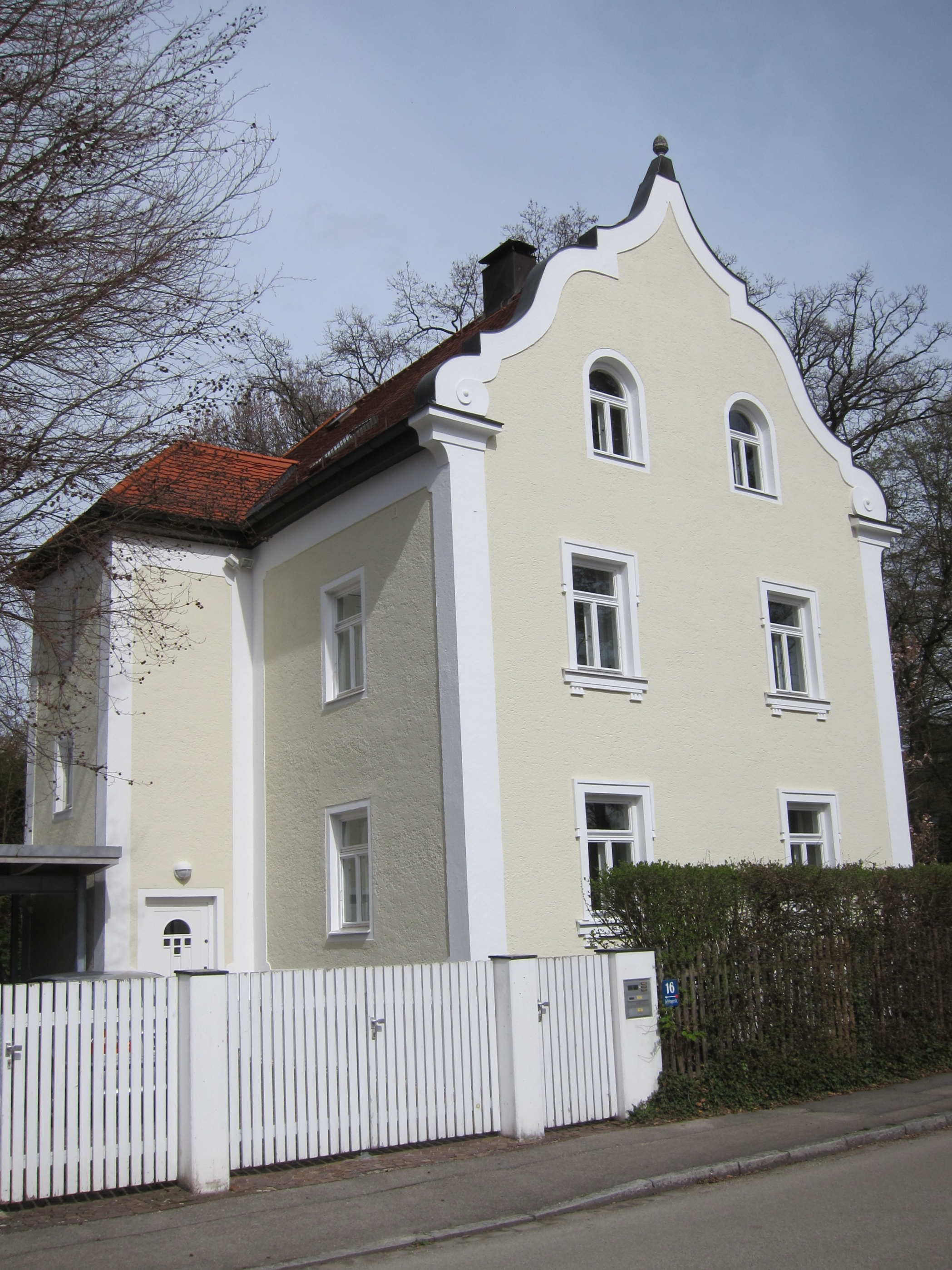
Haus Lichtingerstraße 16 im Stadtteil Pasing von München

Das Gebäude Lichtingerstraße 16 im Stadtteil Pasing der bayerischen Landeshauptstadt München wurde 1902 errichtet. Das Wohnhaus, das nach Plänen des Architekten Josef Sibitz erbaut wurde, ist ein geschütztes Baudenkmal.
Der Bau mit Knickschweifgiebel und Satteldach besitzt seitliche Vorsprünge. Die Fensterläden wurden entfernt, sodass das Haus dadurch eine andere Anmutung erhielt. Das Mehrfamilienhaus mit je einer Wohnung pro Stockwerk, die um einen Mittelkorridor gruppiert ist, weist Anklänge an die deutsche Neurenaissance auf.